# Chimarra (geslacht)
Chimarra is een soortenrijk geslacht van schietmotten (Trichoptera). Het behoort tot de familie Philopotamidae.
De wetenschappelijke naam Chimarra werd gepubliceerd in 1829 door James Francis Stephens, zonder beschrijving van kenmerken, verwijzend naar een manuscript van Leach en met Chimarra marginata als voorlopig enige soort.
Het is een kosmopolitisch geslacht. De meeste soorten (ongeveer 230) komen voor in het Neotropisch gebied.
In 2011 telde Chimarra 654 beschreven soorten; enkel het geslacht Rhyacophila had er meer. Kjell Arne Johanson et al. voegden daar nog drie nieuwe soorten aan toe uit Vanuatu, waarvan voordien geen Chimarra bekend waren: Chimarra butmasensis, Chimarra bauerfielda en Chimarra vanuatensis.

## Ondergeslachten
Van Chimarra wordt een aantal ondergeslachten onderscheiden:
- Chimarra (Chimarra) Stephens, 1829
- Chimarra (Chimarrita) Blahnik, 1997
- Chimarra (Curgia) Walker, 1860
- Chimarra (Otarrha) Blahnik, 2002

Het ondergeslacht Otarrha werd in 2002 opgericht door Roger J. Blahnik, om er dertien nieuwe soorten in onder te brengen, naast achttien soorten die eerder in het ondergeslacht Chimarra of in geen ondergeslacht waren ingedeeld. Het zijn alle Neotropische soorten, vooral uit de Antillen en het noordelijk deel van Zuid-Amerika.

## Soorten
Deze lijst van 637 stuks is mogelijk niet compleet.
- C. aberrans (AV Martynov, 1935)
- C. abyssinica (Banks, 1913)
- C. aciculata (JC Morse, 1974)
- C. acinaciformis (OS Flint, 1998)
- C. actinifera (F Schmid, 1958)
- C. acula (OS Flint, 1998)
- C. acuta (HH Ross, 1959)
- C. adaluma (DI Cartwright, 2002)
- C. adamsae (RJ Blahnik, 1998)
- C. adelphe (RJ Blahnik, 1998)
- C. adella (DG Denning, 1952)
- C. adiatulla (H Malicky, 1993)
- C. adnama (H Malicky, 1993)
- C. africana (G Enderlein, 1929)
- C. aiyura (K Korboot, 1965)
- C. akana (DG Gibbs, 1973)
- C. akantha (RJ Blahnik, 1997)
- C. akarawitta (F Schmid, 1958)
- C. akkaorum (P Chantaramongkol & H Malicky, 1989)
- C. akruna (DI Cartwright, 2002)
- C. alata (J Bueno-Soria, 1983)
- C. alayoi (L Botosaneanu, 1980)
- C. albomaculata (HJ Kolbe, 1888)
- C. alcicorne (H Malicky, 1995)
- C. alticola (Banks, 1937)
- C. altmani (RJ Blahnik, 1998)
- C. alleni (P Chantaramongkol & H Malicky, 1989)
- C. amarganth (H Malicky, 1989)
- C. amazonia (RJ Blahnik, 2002)
- C. ambaja (Mosely, 1939)
- C. ambulans (KH Barnard, 1934)
- C. amica (RJ Blahnik & RW Holzenthal, 1992)
- C. aminadab (H Malicky, 1993)
- C. ammi (H Malicky & W Graf, 2008)
- C. anakwoswasi (H Malicky, 1995)
- C. aneca (H Malicky & P Chantaramongkol, 1993)
- C. angolensis (G Marlier, 1965)
- C. angularis (RJ Blahnik, 2002)
- C. angustipennis (Banks, 1903)
- C. anoaclana (H Malicky, 1978)
- C. antigua (OS Flint, 1967)
- C. antilliana (OS Flint, 1968)
- C. areli (H Malicky & W Mey, 2008)
- C. argax (H Malicky, 1989)
- C. argeia (H Malicky & P Chantaramongkol, 1997)
- C. argentella (Ulmer, 1906)
- C. argentinica (Ulmer, 1909)
- C. ariadne (H Malicky, 1997)
- C. arima (RJ Blahnik, 1998)
- C. ariomana (H Malicky, 1993)
- C. armata (S Jacquemart, 1961)
- C. assamensis (DE Kimmins, 1957)
- C. atara (H Malicky & P Chantaramongkol, 1993)
- C. aterrima (HA Hagen, 1861)
- C. atilanoi (RJ Blahnik, 1998)
- C. atnia (H Malicky & P Chantaramongkol, 1993)
- C. atripennis (Banks, 1931)
- C. augusta (JC Morse, 1971)
- C. aurantibasis (OS Flint, 1998)
- C. aureofusca (DE Kimmins, 1957)
- C. aureopunctata (OS Flint, 1967)
- C. auriceps (HA Hagen, 1858)
- C. auricoma (DE Kimmins, 1957)
- C. auripilis (L Navas, 1933)
- C. aurivittata (OS Flint, 1971)
- C. auronitens (Ulmer, 1906)
- C. australica (Ulmer, 1916)
- C. australis (L Navas, 1923)
- C. aviceps (OS Flint, 1998)
- C. babuyana (W Mey, 1998)
- C. bacillorum (W Mey, 1990)
- C. baculifera (G Marlier, 1965)
- C. banksi (Ulmer, 1907)
- C. barinas (RJ Blahnik, 2002)
- C. barinita (OS Flint, 1998)
- C. barrettae (Banks, 1900)
- C. batukaua (H Malicky, 1995)
- C. beameri (DG Denning, 1950)
- C. beckeri (OS Flint, 1998)
- C. belizensis (RJ Blahnik, 1998)
- C. berenike (H Malicky, 1998)
- C. berghei (G Marlier, 1951)
- C. bertrandi (KMF Scott, 1974)
- C. bettinae (G Marlier & M Marlier, 1982)
- C. beylaensis (FM Gibon, 1986)
- C. biatec (H Malicky, 1993)
- C. bibaringa (DI Cartwright, 2002)
- C. bicolor (L Navas, 1932)
- C. bicoloroides (OS Flint, 1967)
- C. bicuspidalis (CH Sun, 1998)
- C. bidens (Ulmer, 1909)
- C. bidentata (RJ Blahnik, 1998)
- C. bimbltona (H Malicky, 1979)
- C. biramosa (DE Kimmins, 1957)
- C. bisectilis (OS Flint, 1998)
- C. bispinosa (DG Gibbs, 1973)
- C. biungulata (DE Kimmins, 1964)
- C. blepharophera (OS Flint, 1998)
- C. boraceia (OS Flint, 1998)
- C. braconoides (Walker, 1860)
- C. brasiliana (Ulmer, 1905)
- C. briseis (H Malicky, 1998)
- C. bungoona (DI Cartwright, 2002)
- C. burmana (DE Kimmins, 1957)
- C. burmeisteri (OS Flint, 1998)
- C. butleri (DG Denning, 1962)
- C. caboverdensis (O Nybom, 1960)
- C. cachina (Mosely, 1942)
- C. calawiti (W Mey, 1995)
- C. calundoensis (G Marlier, 1965)
- C. callasae (FM Gibon, 1982)
- C. camella (RJ Blahnik, 1997)
- C. camerunensis (G Marlier, 1980)
- C. camposae (OS Flint, 1998)
- C. camura (RJ Blahnik, 1997)
- C. canoaba (OS Flint, 1998)
- C. cara (Mosely, 1936)
- C. caribea (OS Flint, 1968)
- C. carolae (OS Flint, 1998)
- C. cascada (RJ Blahnik, 1998)
- C. cenizae (W Mey, 2003)
- C. centralis (HH Ross, 1959)
- C. centrispina (OS Flint, 1998)
- C. cereris (KH Barnard, 1934)
- C. cervicornis (W Mey, 2003)
- C. ceylanica (DE Kimmins, 1957)
- C. cipoensis (OS Flint, 1998)
- C. circularis (HA Hagen, 1859)
- C. cirrifera (OS Flint, 1998)
- C. clara (Mosely, 1939)
- C. claviloba (OS Flint, 1974)
- C. cogestla (H Malicky, 1993)
- C. cognata (DE Kimmins, 1957)
- C. coheni (RJ Blahnik, 1998)
- C. colmillo (RJ Blahnik & RW Holzenthal, 1992)
- C. coma (H Malicky & P Chantaramongkol, 1993)
- C. concava (DE Kimmins, 1957)
- C. concolor (Ulmer, 1905)
- C. confusa (Ulmer, 1907)
- C. conica (OS Flint, 1983)
- C. consimilis (AV Martynov, 1912)
- C. cornuta (HH Ross, 1959)
- C. costaricensis (OS Flint, 1998)
- C. creagra (OS Flint, 1981)
- C. crena (J Bueno-Soria, 1983)
- C. crenobia (W Mey, 1995)
- C. crepidata (DE Kimmins, 1957)
- C. cressae (RJ Blahnik, 1998)
- C. crocifera (JC Morse, 1974)
- C. cubanorum (L Botosaneanu, 1980)
- C. cultellata (OS Flint, 1983)
- C. cumata (H Malicky & P Chantaramongkol, 1993)
- C. curfmani (HH Ross, 1959)
- C. cyclopica (DE Kimmins, 1962)
- C. cheesmanae (DE Kimmins, 1962)
- C. chela (RJ Blahnik, 1997)
- C. chiangmaiensis (P Chantaramongkol & H Malicky, 1989)
- C. chicapa (G Marlier, 1965)
- C. chimalapa (Bueno-Soria, Santiago-Fragoso, & Barba-Alvarez, 2001)
- C. chocoensis (RJ Blahnik, 1998)
- C. chrysosoma (OS Flint, 1998)
- C. danaokana (W Mey, 1998)
- C. darlingtoni (RJ Blahnik, 2002)
- C. decimlobata (OS Flint, 1991)
- C. deksamensis (H Malicky, 1999)
- C. demeter (H Malicky, 2000)
- C. dentosa (HH Ross, 1948)
- C. derogata (A Neboiss, 2002)
- C. devva (H Malicky & P Chantaramongkol, 1993)
- C. diakis (OS Flint, 1971)
- C. diannae (OS Flint & JL Sykora, 1993)
- C. diaphana (SK Ghosh & M Chaudhury, 1999)
- C. diaphora (RJ Blahnik, 2002)
- C. didyma (OS Flint, 1998)
- C. digitata (AV Martynov, 1935)
- C. dioni (FM Gibon, 1986)
- C. dirke (H Malicky & P Thamsenanupap, 2000)
- C. discolor (DE Kimmins, 1957)
- C. distermina (OS Flint, 1998)
- C. divergena (DG Gibbs, 1973)
- C. dolabrifera (OS Flint & L Reyes-Arrunategui, 1991)
- C. dominicana (OS Flint, 1968)
- C. dommeli (W Wichard, 1983)
- C. donamariae (DG Denning & JL Sykora, 1968)
- C. duckworthi (OS Flint, 1967)
- C. dudosa (RJ Blahnik, 1998)
- C. dulitensis (DE Kimmins, 1955)
- C. dybowskina (L Navas, 1931)
- C. eccaio (H Malicky, 1993)
- C. elga (Mosely, 1939)
- C. elia (HH Ross, 1944)
- C. elviomar (H Malicky, 1993)
- C. embia (HH Ross, 1959)
- C. emima (HH Ross, 1959)
- C. ensifera (OS Flint, 1998)
- C. erectiloba (OS Flint, 1998)
- C. espinosa (RJ Blahnik, 1998)
- C. evoluta (DE Kimmins, 1957)
- C. exapia (H Malicky & P Chantaramongkol, 1993)
- C. excavata (DE Kimmins, 1957)
- C. exilis (C Sun, 2007)
- C. falcata (DE Kimmins, 1962)
- C. falcifera (S Jacquemart, 1966)
- C. falculata (PK Lago & SC Harris, 1987)
- C. fallax (Ulmer, 1912)
- C. fansipangensis (W Mey, 1998)
- C. fenestrata (DE Kimmins, 1964)
- C. feria (HH Ross, 1941)
- C. fernandezi (OS Flint, 1981)
- C. feuerborni (Ulmer, 1951)
- C. fimbriata (OS Flint, 1974)
- C. fittkaui (OS Flint, 1971)
- C. flaviventris (DE Kimmins, 1957)
- C. flinti (J Bueno-Soria, 1985)
- C. florida (HH Ross, 1944)
- C. fluctuata (C Sun, 2007)
- C. foliata (DE Kimmins, 1959)
- C. forcipata (RJ Blahnik, 1997)
- C. formosa (L Botosaneanu & R de Vos, 2006)
- C. formosana (Ulmer, 1915)
- C. froehlichi (OS Flint, 1998)
- C. fulmeki (Ulmer, 1951)
- C. furcata (S Jacquemart, 1961)
- C. furti (W Mey, 1998)
- C. fusca (DE Kimmins, 1957)
- C. fuscipes (DE Kimmins, 1958)
- C. garciai (L Botosaneanu, 1980)
- C. gemmal (H Malicky, 1989)
- C. georgensis (KH Barnard, 1934)
- C. geranoides (OS Flint, 1998)
- C. gether (H Malicky, 2009)
- C. gibba (RJ Blahnik, 1998)
- C. gigama (H Malicky, 1989)
- C. gilvimacula (OS Flint, 1998)
- C. glaubrechti (W Mey, 2006)
- C. godagama (F Schmid, 1958)
- C. gondela (OS Flint, 1974)
- C. goroca (JL Sykora, 1967)
- C. gressitti (JL Sykora, 1967)
- C. guapa (L Botosaneanu, 1977)
- C. guatemalensis (RJ Blahnik, 1998)
- C. guentheri (W Mey, 2006)
- C. gunungkawi (H Malicky, 1995)
- C. guyanensis (OS Flint, 1998)
- C. haesitationis (L Botosaneanu, 1994)
- C. haimuoi (H Malicky, 1995)
- C. haimuoiba (H Malicky, 1995)
- C. haimuoibon (H Malicky, 1995)
- C. haimuoihai (H Malicky, 1995)
- C. haimuoimot (H Malicky, 1995)
- C. haimuoinam (H Malicky, 1995)
- C. hairouna (L Botosaneanu, 1990)
- C. hamularis (C Sun, 1997)
- C. heliaca (W Mey, 1998)
- C. heligma (RJ Blahnik, 1997)
- C. helios (H Malicky & P Chantaramongkol, 2003)
- C. henryi (DE Kimmins, 1957)
- C. heppneri (RJ Blahnik, 1997)
- C. hezron (H Malicky, 1993)
- C. hienghene (H Malicky, 1981)
- C. hoangliensis (W Mey, 2005)
- C. holzenthali (PK Lago & SC Harris, 1987)
- C. hoogstraali (HH Ross, 1956)
- C. horok (H Malicky, 1989)
- C. houvichka (F Schmid, 1960)
- C. htinorum (P Chantaramongkol & H Malicky, 1989)
- C. hyoeides (OS Flint, 1983)
- C. igvarvaria (SI Melnitsky, 2005)
- C. immaculata (Ulmer, 1911)
- C. incipiens (RJ Blahnik, 2002)
- C. indigota (Mosely, 1941)
- C. inflata (RJ Blahnik, 1998)
- C. ino (G Marlier, 1981)
- C. intermedia (S Jacquemart, 1961)
- C. intexta (Mosely, 1931)
- C. inthanonensis (P Chantaramongkol & H Malicky, 1989)
- C. irwini (OS Flint, 1998)
- C. izabala (RJ Blahnik, 1998)
- C. jabal (H Malicky & P Chantaramongkol, 2009)
- C. jacobsoni (Ulmer, 1951)
- C. jamaicensis (OS Flint, 1968)
- C. janzeni (RJ Blahnik & RW Holzenthal, 1992)
- C. jaroschi (H Malicky, 1994)
- C. jemima (RJ Blahnik & RW Holzenthal, 1992)
- C. jiraprapa (P Chantaramongkol & H Malicky, 1986)
- C. jisipu (H Malicky, 1989)
- C. joliveti (S Jacquemart, 1979)
- C. jugescens (OS Flint, 1998)
- C. juliae (OS Flint, 1998)
- C. kabashana (G Marlier, 1943)
- C. kailishchandrai (H Malicky, 1997)
- C. kaiya (DI Cartwright, 2002)
- C. karakara (DI Cartwright, 2002)
- C. karenorum (P Chantaramongkol & H Malicky, 1989)
- C. kenyana (Ulmer, 1931)
- C. kewarra (DI Cartwright, 2002)
- C. khamuorum (P Chantaramongkol & H Malicky, 1989)
- C. khasia (DE Kimmins, 1957)
- C. koki (L Botosaneanu, 1996)
- C. kokodana (DE Kimmins, 1962)
- C. kontilos (RJ Blahnik, 1997)
- C. koualeensis (KA Johanson & N Mary, 2009)
- C. krugeri (S Jacquemart, 1963)
- C. kuala (J Olah, 1993)
- C. kumaonensis (AV Martynov, 1935)
- C. kwansiensis (C Hwang, 1957)
- C. lacroixi (L Navas, 1921)
- C. laguna (HH Ross, 1951)
- C. lahuorum (P Chantaramongkol & H Malicky, 1989)
- C. langleyae (RJ Blahnik, 1998)
- C. lankana (DE Kimmins, 1957)
- C. lannaensis (P Chantaramongkol & H Malicky, 1989)
- C. larapinta (DI Cartwright, 2002)
- C. lata (RJ Blahnik & RW Holzenthal, 1992)
- C. latiloba (W Mey, 2003)
- C. lavuaorum (P Chantaramongkol & H Malicky, 1989)
- C. lejea (Mosely, 1948)
- C. leopoldi (S Jacquemart, 1981)

- C. leta (Mosely, 1936)
- C. leucophlebia (L Navas, 1932)
- C. lewisi (DE Kimmins, 1957)
- C. lichiuensis (LP Hsu & CS Chen, 1996)
- C. limon (RJ Blahnik, 1998)
- C. lissuorum (P Chantaramongkol & H Malicky, 1989)
- C. litugena (H Malicky & P Chantaramongkol, 1993)
- C. litussa (H Malicky & P Chantaramongkol, 1993)
- C. lobata (OS Flint, 1967)
- C. locolo (DI Cartwright, 2002)
- C. lojaensis (OS Flint, 1998)
- C. longispina (C Sun, 2007)
- C. longistylis (S Jacquemart & B Statzner, 1981)
- C. longiterga (RJ Blahnik & RW Holzenthal, 1992)
- C. longpela (DI Cartwright, 2001)
- C. lorengau (H Malicky, 1994)
- C. loriana (L Navas, 1933)
- C. lotta (H Malicky, 1993)
- C. lucretia (H Malicky & P Thamsenanupap, 2005)
- C. lufirae (S Jacquemart, 1961)
- C. lukawaei (S Jacquemart, 1961)
- C. luminaris (DI Cartwright, 2002)
- C. lupialae (S Jacquemart, 1961)
- C. luzonica (Banks, 1913)
- C. luzoquezonensis (W Mey, 2003)
- C. lwirona (B Statzner, 1976)
- C. macara (OS Flint, 1998)
- C. machaerophora (OS Flint, 1968)
- C. magsaysayensis (W Mey, 2003)
- C. majuscula (RJ Blahnik, 1997)
- C. malaisei (DE Kimmins, 1957)
- C. maldonadoi (OS Flint, 1964)
- C. manni (Banks, 1924)
- C. maoi (CH Sun & H Malicky, 2002)
- C. margaritae (OS Flint, 1991)
- C. marginata (Linnaeus, 1767)
- C. maritza (OS Flint, 1998)
- C. mars (H Malicky, 2007)
- C. massana (H Malicky, 1994)
- C. matura (H Malicky & P Chantaramongkol, 1993)
- C. mauritania (S Jacquemart, 1960)
- C. mayottensis (KA Johanson & N Mary, 2009)
- C. medioloba (OS Flint, 1971)
- C. megara (H Malicky, 2007)
- C. meorum (P Chantaramongkol & H Malicky, 1989)
- C. merengue (RJ Blahnik, 1997)
- C. mexicana (Banks, 1900)
- C. minca (OS Flint, 1998)
- C. mindanensis (W Mey, 1998)
- C. minga (OS Flint, 1998)
- C. minima (Ulmer, 1907)
- C. minuta (AV Martynov, 1935)
- C. mitis (HA Hagen, 1858)
- C. mlabriorum (P Chantaramongkol & H Malicky, 1989)
- C. moesta (Banks, 1924)
- C. moira (H Malicky & T Prommi, 2004)
- C. momma (H Malicky & P Chantaramongkol, 1993)
- C. mommaides (W Mey, 1998)
- C. mongelutonga (H Malicky, 1979)
- C. monorum (P Chantaramongkol & H Malicky, 1989)
- C. montana (DE Kimmins, 1955)
- C. monticola (DE Kimmins, 1953)
- C. morio (H Burmeister, 1839)
- C. moselyi (DG Denning, 1948)
- C. mouldsi (DI Cartwright, 2002)
- C. munozi (RJ Blahnik & RW Holzenthal, 1992)
- C. muoibay (H Malicky, 1995)
- C. muoichin (H Malicky, 1995)
- C. muoitam (H Malicky, 1995)
- C. mushuvae (G Marlier, 1951)
- C. mussaua (H Malicky, 1994)
- C. mycterophora (OS Flint, 1998)
- C. nabilla (DI Cartwright, 2002)
- C. nahesson (H Malicky & P Chantaramongkol, 1993)
- C. nasuta (OS Flint, 1998)
- C. natalicia (DI Cartwright, 2002)
- C. neblina (RJ Blahnik, 1997)
- C. neboissi (DI Cartwright, 2002)
- C. nemet (H Malicky, 1993)
- C. neofimbriata (OS Flint, 1974)
- C. nepalensis (DE Kimmins, 1964)
- C. nervosa (Brauer, 1867)
- C. nigra (DE Kimmins, 1964)
- C. nigrella (W Mey, 1995)
- C. nigrorosea (F Schmid, 1960)
- C. noebia (H Malicky & P Chantaramongkol, 1993)
- C. nonna (H Malicky, 1993)
- C. nunenada (SI Melnitsky, 2005)
- C. oaxaca (RJ Blahnik, 1998)
- C. obscura (Walker, 1852)
- C. obscurella (Banks, 1924)
- C. odonta (RJ Blahnik, 2002)
- C. oinone (H Malicky, 2007)
- C. okuihorum (W Mey, 1998)
- C. onima (OS Flint, 1991)
- C. opaca (W Mey, 1998)
- C. ophiognatha (W Mey, 1998)
- C. oreithyia (H Malicky, 2007)
- C. ortiziana (OS Flint, 1967)
- C. orumbera (DI Cartwright, 2002)
- C. otuzcoensis (OS Flint & L Reyes-Arrunategui, 1991)
- C. ovalis (HH Ross, 1959)
- C. pablito (OS Flint, 1998)
- C. palaedominicana (W Wichard, 1983)
- C. palaenova (W Wichard, 2007)
- C. palawana (H Malicky, 1994)
- C. panguna (DI Cartwright, 2001)
- C. papuana (DE Kimmins, 1962)
- C. paracreagra (RJ Blahnik, 1998)
- C. parana (OS Flint, 1972)
- C. paraortiziana (RJ Blahnik & RW Holzenthal, 1992)
- C. parasocia (PK Lago & SC Harris, 1987)
- C. parene (RJ Blahnik, 2002)
- C. paria (OS Flint, 1998)
- C. particeps (RJ Blahnik, 2002)
- C. pasiphae (H Malicky, 2007)
- C. pataplan (H Malicky, 1989)
- C. patosa (HH Ross, 1956)
- C. paucispina (AP Moreira Santos & JL Nessimian, 2009)
- C. pedalis (Banks, 1931)
- C. peineta (RJ Blahnik & RW Holzenthal, 1992)
- C. pelaezi (J Bueno-Soria, 1985)
- C. persimilis (Banks, 1920)
- C. peruana (RJ Blahnik, 2002)
- C. peruviana (OS Flint, 1998)
- C. petersorum (OS Flint, 1998)
- C. petri (DG Gibbs, 1973)
- C. petricola (OS Flint, 1998)
- C. peytoni (OS Flint, 1998)
- C. philipponi (FM Gibon, 1986)
- C. phlegyas (H Malicky, 2008)
- C. phthanorossi (RJ Blahnik, 2002)
- C. phuwa (H Malicky & P Chantaramongkol, 2009)
- C. picea (L Navas, 1924)
- C. piliferosa (OS Flint, 1998)
- C. pilosella (L Navas, 1932)
- C. pillara (DI Cartwright, 2002)
- C. pinga (DI Cartwright, 2001)
- C. pipake (H Malicky & P Chantaramongkol, 1993)
- C. piraya (OS Flint, 1983)
- C. pita (DI Cartwright, 2002)
- C. platyrhina (OS Flint, 1981)
- C. plaumanni (OS Flint, 1983)
- C. podarge (H Malicky & P Thamsenanupap, 2007)
- C. polyneikes (H Malicky, 2008)
- C. pollex (RJ Blahnik & RW Holzenthal, 1992)
- C. pondoensis (KH Barnard, 1941)
- C. pontos (H Malicky, 2007)
- C. poolei (OS Flint, 1981)
- C. potamophila (W Mey, 1995)
- C. potosi (RJ Blahnik, 1998)
- C. primula (DG Denning, 1950)
- C. prisna (P Chantaramongkol & H Malicky, 1986)
- C. prodhoni (FM Gibon, 1985)
- C. prokrustes (H Malicky, 2008)
- C. prolata (RJ Blahnik, 1997)
- C. protuberans (RJ Blahnik, 1998)
- C. puertoricensis (OS Flint, 1964)
- C. pulchra (HA Hagen, 1861)
- C. pulla (L Navas, 1932)
- C. pumila (Banks, 1920)
- C. purisca (OS Flint, 1998)
- C. pusilla (RJ Blahnik, 1997)
- C. puya (OS Flint, 1998)
- C. pylaea (DG Denning, 1941)
- C. quadratiterga (RJ Blahnik, 1998)
- C. quadridigitata (Yang, Sun & Yang, 2001)
- C. quadrifurcata (L Botosaneanu, 1994)
- C. quadrispinosa (S Jacquemart & B Statzner, 1981)
- C. quaternaria (OS Flint, 1971)
- C. quina (OS Flint, 1998)
- C. quitacalzon (RJ Blahnik, 1998)
- C. rafita (RJ Blahnik, 1998)
- C. ram (H Malicky, 1993)
- C. rama (H Malicky & P Chantaramongkol, 1993)
- C. ramakien (H Malicky & P Chantaramongkol, 1993)
- C. ranuka (DI Cartwright, 2002)
- C. ravanna (H Malicky & P Chantaramongkol, 1993)
- C. reasilvia (H Malicky & T Prommi, 2006)
- C. recta (Ulmer, 1930)
- C. redonda (RJ Blahnik, 2002)
- C. regu (H Malicky & P Chantaramongkol, 2009)
- C. resinae (W Wichard, 1983)
- C. retrorsa (OS Flint, 1974)
- C. reyangensis (SK Ghosh & M Chaudhury, 1999)
- C. rhamphodes (RJ Blahnik, 1998)
- C. rhodesi (DE Kimmins, 1957)
- C. ridleyi (DG Denning, 1941)
- C. robynsi (S Jacquemart, 1967)
- C. rosalesi (OS Flint, 1981)
- C. rossi (J Bueno-Soria, 1985)
- C. ruficeps (Ulmer, 1913)
- C. sabrona (DE Kimmins, 1962)
- C. sadayu (H Malicky, 1993)
- C. saganeitina (L Navas, 1932)
- C. sandhamma (F Schmid, 1958)
- C. sarophora (OS Flint, 1998)
- C. sassandrae (FM Gibon, 1982)
- C. saudia (H Malicky, 1986)
- C. scopula (OS Flint, 1974)
- C. scopulifera (DE Kimmins, 1957)
- C. scopuloides (OS Flint, 1974)
- C. schiza (HH Ross, 1959)
- C. schmidi (DE Kimmins, 1962)
- C. schwendingeri (P Chantaramongkol & H Malicky, 1989)
- C. securigera (OS Flint, 1998)
- C. sedlaceki (JL Sykora, 1967)
- C. segmentipennis (C Hwang, 1957)
- C. semiramis (H Malicky, 2007)
- C. sensillata (OS Flint, 1981)
- C. senticosa (CH Sun & H Malicky, 2002)
- C. septemlobata (OS Flint, 1991)
- C. septifera (OS Flint, 1974)
- C. sepulchralis (HA Hagen, 1858)
- C. setosa (HH Ross, 1959)
- C. shanorum (P Chantaramongkol & H Malicky, 1989)
- C. shaowuensis (C Hwang, 1957)
- C. shiva (H Malicky & P Chantaramongkol, 1993)
- C. siami (S Jacquemart, 1979)
- C. signata (Banks, 1936)
- C. simplaria (W Mey, 2003)
- C. simpliciforma (OS Flint, 1971)
- C. sinuata (C Hwang, 1957)
- C. sinuosa (DE Kimmins, 1962)
- C. sita (H Malicky & P Chantaramongkol, 1993)
- C. skaidan (H Malicky, 1989)
- C. skiborskii (W Mey, 1995)
- C. socia (HA Hagen, 1861)
- C. solisi (RJ Blahnik & RW Holzenthal, 1992)
- C. somereni (G Marlier, 1951)
- C. spangleri (J Bueno-Soria, 1985)
- C. spatulata (HH Ross, 1959)
- C. spinifera (DE Kimmins, 1957)
- C. spinulifera (OS Flint, 1968)
- C. spitzeri (H Malicky, 1994)
- C. stclairae (DI Cartwright, 2002)
- C. straminea (OS Flint, 1998)
- C. strongyla (RJ Blahnik, 1998)
- C. suadulla (H Malicky & P Chantaramongkol, 1993)
- C. succini (W Wichard, 1983)
- C. supanna (H Malicky, 1993)
- C. suryasena (F Schmid, 1960)
- C. suthepensis (P Chantaramongkol & H Malicky, 1989)
- C. sylvestris (FM Gibon, 1985)
- C. sythoffi (Ulmer, 1951)
- C. szunyoghyi (J Olah, 1986)
- C. tachuela (RJ Blahnik, 2002)
- C. tagaijana (W Mey, 2003)
- C. tagalica (Banks, 1937)
- C. talos (H Malicky, 2007)
- C. tallawalla (DI Cartwright, 2002)
- C. tamba (OS Flint, 1998)
- C. tamsi (Mosely, 1936)
- C. tapanti (RJ Blahnik, 1998)
- C. tawitawi (H Malicky, 1994)
- C. telihigola (F Schmid, 1958)
- C. teresae (OS Flint, 1998)
- C. terramater (H Malicky, 2008)
- C. texana (Banks, 1920)
- C. thaiorum (P Chantaramongkol & H Malicky, 1989)
- C. thaumas (H Malicky, 2008)
- C. thienemanni (Ulmer, 1951)
- C. thyestes (H Malicky, 2008)
- C. tibialis (L Navas, 1922)
- C. tityos (H Malicky, 2008)
- C. toga (H Malicky & P Chantaramongkol, 1993)
- C. togoana (Ulmer, 1907)
- C. tortuosa (RJ Blahnik, 1997)
- C. toubaensis (FM Gibon, 1985)
- C. travei (S Jacquemart, 1963)
- C. triangularis (DE Kimmins, 1963)
- C. triangulata (LP Hsu & CS Chen, 1996)
- C. trispina (S Jacquemart, 1961)
- C. truncatiloba (OS Flint, 1974)
- C. tsudai (HH Ross, 1956)
- C. tucuna (OS Flint, 1998)
- C. uara (OS Flint, 1971)
- C. ulmeri (DE Kimmins, 1962)
- C. uncata (JC Morse, 1974)
- C. uncula (W Mey, 1998)
- C. upia (H Malicky, 1993)
- C. uppita (H Malicky & P Chantaramongkol, 1993)
- C. uranka (Mosely, 1953)
- C. usai (H Malicky & P Chantaramongkol, 2009)
- C. uschtu (H Malicky, 1989)
- C. usitatissima (OS Flint, 1971)
- C. utahensis (HH Ross, 1938)
- C. utra (RJ Blahnik, 1998)
- C. uvana (DE Kimmins, 1957)
- C. uvirana (G Marlier, 1951)
- C. vasoudeva (F Schmid, 1960)
- C. vesta (H Malicky, 2007)
- C. vibena (H Malicky & P Chantaramongkol, 1993)
- C. villalobosi (J Bueno-Soria, 1985)
- C. virgencita (RJ Blahnik & RW Holzenthal, 1992)
- C. waensis (FM Gibon, 1985)
- C. weitschati (W Wichard, 1983)
- C. wiharawela (F Schmid, 1958)
- C. wilcuma (RJ Blahnik, 1998)
- C. wilsoni (OS Flint, 1967)
- C. woldai (RJ Blahnik, 1998)
- C. wooroonooran (DI Cartwright, 2002)
- C. wushikangensis (LP Hsu & CS Chen, 1996)
- C. xenillion (A Neboiss, 1986)
- C. xingu (RJ Blahnik, 1997)
- C. xus (RJ Blahnik, 1998)
- C. yaloma (H Malicky, 1994)
- C. yandala (DI Cartwright, 2002)
- C. yanura (RJ Blahnik & RW Holzenthal, 1992)
- C. yaorum (P Chantaramongkol & H Malicky, 1989)
- C. yaoshanensis (C Hwang, 1957)
- C. yoolumba (DI Cartwright, 2002)
- C. ypsilon (OS Flint, 1983)
- C. yskal (H Malicky, 1989)
- C. yulae (DI Cartwright, 2001)
- C. zagrosensis (P Chvojka, 1996)
- C. zamora (RJ Blahnik, 1998)
- C. zilla (H Malicky & P Chantaramongkol, 2009)
- C. zoria (Mosely, 1939)